# Andreassen
Andreassen är en udde i Antarktis. Den ligger i Västantarktis. Argentina, Chile och Storbritannien gör anspråk på området.
Terrängen inåt land är huvudsakligen kuperad, men söderut är den platt. Havet är nära Andreassen österut. Trakten är glest befolkad. Närmaste befolkade plats är Mendel Polar Station, 11,9 kilometer norr om Andreassen. 